# Кубок Йорданії з футболу 2023—2024
Кубок Йорданії з футболу 2023—2024 — 42-й розіграш кубкового футбольного турніру у Йорданії. Титул володаря кубка захистив Аль-Вахдат.

## Календар
| Раунд            | Дата                           | Матчі | Клуби   |
| ---------------- | ------------------------------ | ----- | ------- |
| Попередній раунд | 23-30 серпня 2023              | 10    | 42 → 32 |
| 1/16 фіналу      | 25-29 вересня 2023             | 16    | 32 → 16 |
| 1/8 фіналу       | 20 жовтня 2023 - 6 травня 2024 | 8     | 16 → 8  |
| 1/4 фіналу       | 1 грудня 2023 - 18 червня 2024 | 4     | 8 → 4   |
| 1/2 фіналу       | 23 червня 2024                 | 2     | 4 → 2   |
| Фінал            | 29 червня 2024                 | 1     | 2 → 1   |

## 1/8 фіналу
| Команда 1         | Рахунок      | Команда 2           |
| ----------------- | ------------ | ------------------- |
| 20 жовтня 2023    |              |                     |
| Шабаб Аль-Ордон   | 1:0          | Аль-Сарех (2)       |
| Аль-Салт          | 1:1 пен. 5:3 | Аль-Джазіра (2)     |
| Аль-Рамта         | 4:0          | Сама Аль-Сархан (2) |
| 21 жовтня 2023    |              |                     |
| Аль-Джаліль       | 0:0 пен.     | Шабаб Аль-Акаба     |
| Аль-Аглі          | 0:1          | Маан                |
| Аль-Гуссейн       | 4:0          | Аль-Ярмук (2)       |
| 6 травня 2024     |              |                     |
| Могаєр Аль-Сархан | 0:1          | Аль-Вахдат          |
| Сахаб             | 0:0 пен.     | Аль-Файсалі         |

## 1/4 фіналу
| Команда 1       | Рахунок      | Команда 2       |
| --------------- | ------------ | --------------- |
| 1 грудня 2023   |              |                 |
| Шабаб Аль-Ордон | 1:1 пен. 3:0 | Маан            |
| Аль-Гуссейн     | 4:1          | Шабаб Аль-Акаба |
| 18 червня 2024  |              |                 |
| Аль-Салт        | 2:1          | Сахаб           |
| Аль-Рамта       | 1:3          | Аль-Вахдат      |

## 1/2 фіналу
| Команда 1       | Рахунок  | Команда 2  |
| --------------- | -------- | ---------- |
| 23 червня 2024  |          |            |
| Аль-Гуссейн     | 1:1 пен. | Аль-Салт   |
| Шабаб Аль-Ордон | 0:1      | Аль-Вахдат |

## Фінал
| Команда 1      | Рахунок | Команда 2  |
| -------------- | ------- | ---------- |
| 29 червня 2024 |         |            |
| Аль-Гуссейн    | 1:2     | Аль-Вахдат |